# Reiningue
Reiningue [ʁɛnɛ̃g]  est une commune française de la banlieue de Mulhouse située dans la circonscription administrative du Haut-Rhin et, depuis le 1er janvier 2021, dans le territoire de la Collectivité européenne d'Alsace, en région Grand Est.
Cette commune se trouve dans la région historique et culturelle d'Alsace. Elle est membre de Mulhouse Alsace Agglomération et fait partie des 20 communes de l'agglomération mulhousienne ayant l'obligation de mettre en place une ZFE-m avant le 31 décembre 2024.

## Géographie
À la limite sud de l'ancien bassin potassique d'Alsace, Reiningue est située à quelques centaines de mètres du lit de la Doller au sud (au-delà de laquelle commence le Sundgau), et de la forêt de Nonnenbruch au nord, dans le triangle Altkirch - Thann - Mulhouse.
La commune se trouve à l'intersection des routes départementales D 19 (Spechbach-le-Haut - Bollwiller) et D 20 (Mulhouse - Aspach-le-Bas), à proximité de la route nationale 66 (Saint-Louis - Remiremont). Elle est désormais longée au sud par l'autoroute A36 (E54), qui relie Mulhouse à Beaune.

### Communes limitrophes
Voici ci-dessous une carte représentant le découpage territorial des communes limitrophes :

### Hydrographie

#### Réseau hydrographique
La commune est dans le bassin versant du Rhin au sein du bassin Rhin-Meuse. Elle est drainée par la Doller, le Dollerbaechlein, le Steinbaechel, le Leimbach, le ruisseau Klostermuhlenbachlein et le Baerenbach,,.
La Doller, d'une longueur de 46 km, prend sa source dans la commune de Dolleren et se jette  dans l'Ill à Mulhouse, après avoir traversé 17 communes. Les caractéristiques hydrologiques de la Doller sont données par la station hydrologique située sur la commune. Le débit moyen mensuel est de 4,1 m3/s. Le débit moyen journalier maximum est de 172 m3/s, atteint lors de la crue du 15 février 1990. Le débit instantané maximal est quant à lui de 207 m3/s, atteint le même jour.

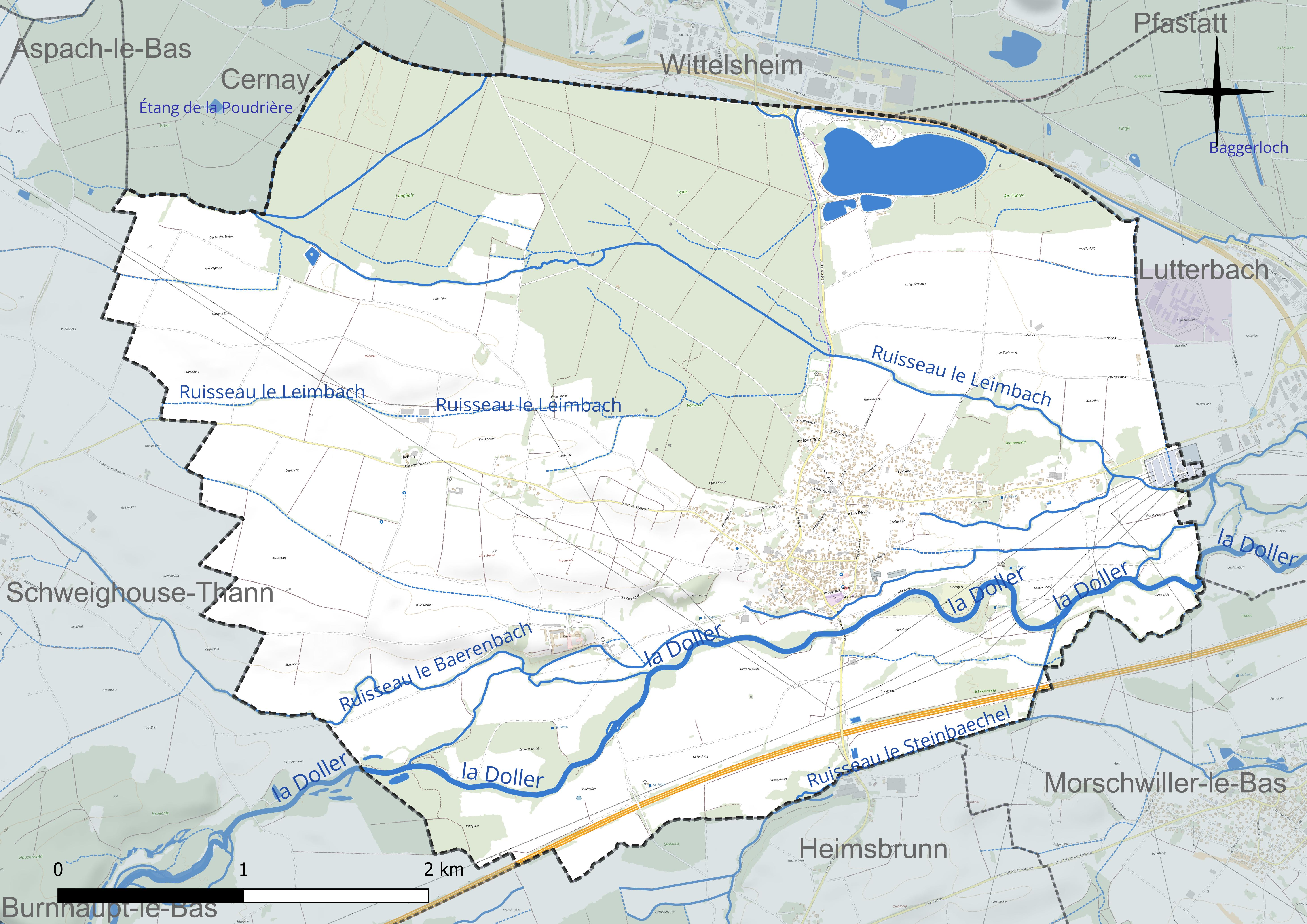
Réseau hydrographique de Reiningue.

Le Dollerbaechlein, d'une longueur de 18 km, prend sa source dans la commune  et se jette  dans l'Ill à Ensisheim, après avoir traversé neuf communes. 
Le Steinbaechel, d'une longueur de 14 km, prend sa source dans la commune de Burnhaupt-le-Bas et se jette  dans la Doller à Pfastatt, après avoir traversé sept communes. 

#### Gestion et qualité des eaux
Le territoire communal est couvert par le schéma d'aménagement et de gestion des eaux (SAGE) « Doller ». Ce document de planification concerne le bassin versant de la Doller dont le territoire s’étend sur 280 km2. Il a été approuvé le 15 janvier 2020. La structure porteuse de l'élaboration et de la mise en œuvre est le syndicat mixte « Rivières de Haute-Alsace ». 
La qualité des cours d’eau peut être consultée sur un site dédié géré par les agences de l’eau et l’Agence française pour la biodiversité. 

### Climat
Pour des articles plus généraux, voir Climat du Grand Est et Climat du Haut-Rhin.
En 2010, le climat de la commune est de type climat des marges montargnardes, selon une étude du Centre national de la recherche scientifique s'appuyant sur une série de données couvrant la période 1971-2000. En 2020, Météo-France publie une typologie des climats de la France métropolitaine dans laquelle la commune est exposée à un climat semi-continental et est dans la région climatique  Vosges, caractérisée par une pluviométrie très élevée (1 500 à 2 000 mm/an) en toutes saisons et un hiver rude (moins de 1 °C). 
Pour la période 1971-2000, la température annuelle moyenne est de 10,4 °C, avec une amplitude thermique annuelle de 18 °C. Le cumul annuel moyen de précipitations est de 745 mm, avec 9,5 jours de précipitations en janvier et 9,7 jours en juillet. Pour la période 1991-2020, la température moyenne annuelle observée sur la station météorologique de Météo-France la plus proche, « Mulhouse », sur la commune de Mulhouse à 8 km à vol d'oiseau, est de 11,1 °C et le cumul annuel moyen de précipitations est de 747,6 mm. 
La température maximale relevée sur cette station est de 39,4 °C, atteinte le 13 août 2003 ; la température minimale est de −21,5 °C, atteinte le 10 février 1956,,. 
Les paramètres climatiques de la commune ont été estimés pour le milieu du siècle (2041-2070) selon différents scénarios d'émission de gaz à effet de serre à partir des nouvelles projections climatiques de référence DRIAS-2020. Ils sont consultables sur un site dédié publié par Météo-France en novembre 2022.

## Urbanisme

### Typologie
Au 1er janvier 2024, Reiningue est catégorisée bourg rural, selon la nouvelle grille communale de densité à sept niveaux définie par l'Insee en 2022.
Elle appartient à l'unité urbaine de Mulhouse, une agglomération intra-départementale regroupant 20  communes, dont elle est une commune de la banlieue,,. Par ailleurs la commune fait partie de l'aire d'attraction de Mulhouse, dont elle est une commune de la couronne,. Cette aire, qui regroupe 132 communes, est catégorisée dans les aires de 200 000 à moins de 700 000 habitants,.

### Occupation des sols
L'occupation des sols de la commune, telle qu'elle ressort de la base de données européenne d’occupation biophysique des sols Corine Land Cover (CLC), est marquée par l'importance des territoires agricoles (64,8 % en 2018), une proportion sensiblement équivalente à celle de 1990 (65,4 %). La répartition détaillée en 2018 est la suivante : 
terres arables (48,5 %), forêts (27,4 %), zones agricoles hétérogènes (10,1 %), prairies (6,1 %), zones urbanisées (5,4 %), eaux continentales (1,6 %), zones industrielles ou commerciales et réseaux de communication (0,8 %). L'évolution de l’occupation des sols de la commune et de ses infrastructures peut être observée sur les différentes représentations cartographiques du territoire : la carte de Cassini (XVIIIe siècle), la carte d'état-major (1820-1866) et les cartes ou photos aériennes de l'IGN pour la période actuelle (1950 à aujourd'hui).

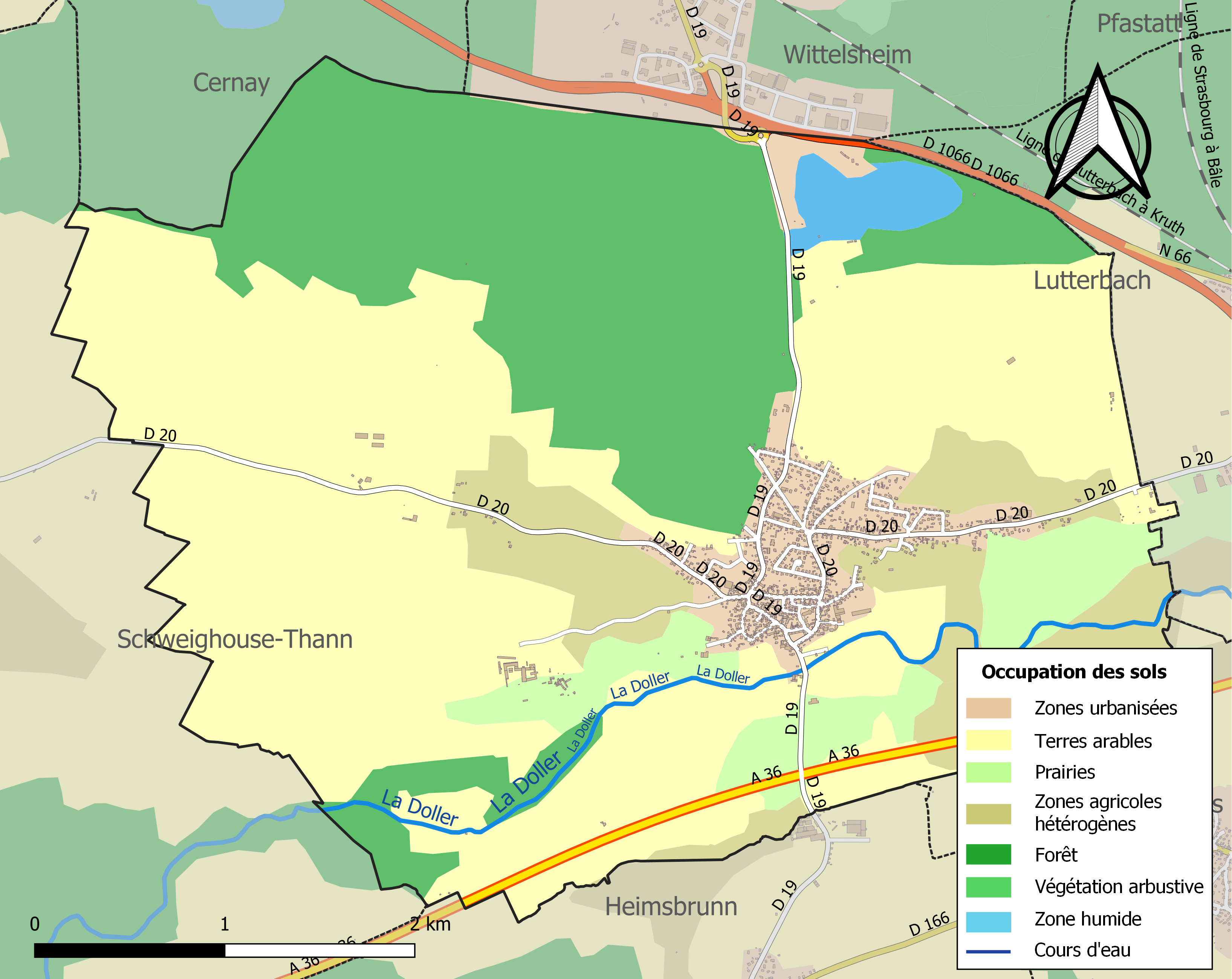
Carte des infrastructures et de l'occupation des sols de la commune en 2018 (CLC).

## Histoire
Un torque datant du IVe siècle av. J.-C., retrouvé dans un tumulus de la forêt du Nonnenbruch, est conservé au Musée d'archéologie nationale de Saint-Germain-en-Laye.
Reiningue a appartenu aux comtes d'Alsace, puis aux comtes de Ferrette. Les Habsbourg en deviennent seigneurs, de 1324 à 1648.
Le 10 août 1914, l'ancienne église baroque est détruite, en même temps qu'une cinquantaine de maisons du village. L'église actuelle date de 1923.
La commune a été décorée le 30 janvier 1923 de la croix de guerre 1914-1918 et, le 11 novembre 1948, de la croix de guerre 1939-1945.

### Héraldique
Quoi que le fer à cheval fût indiqué comme emblème de la commune depuis le milieu du XIXe siècle, Reinigue n'avait pas d'armes avant 1959. Le reliquaire de Saint Romain a été ajouté en 1976 par le conseil municipal.
| Blason de Reiningue | Les armes de Reiningue se blasonnent ainsi : « D'azur au fer à cheval d'or, les huit trous de clous ajourés du champ, le buste-reliquaire de saint Romain d'argent auréolé d'or alésé en pointe. » |

## Toponymie
Le nom de la localité est attesté sous la forme Reiningen dès 837,, Reinnungen au XIIe siècle, Reinuongen en 1305, Reiningen en 1793-1801. Le nom de la commune est Reiningen en allemand.
Ce toponyme signifierait « le lieu sur la source », à partir du gaulois rino / reino « source, cours d'eau », suivi du suffixe -inum. Une source, probablement déjà connue à l'époque celtique, aurait en effet existé à l'emplacement de l'actuelle église (selon la tradition, elle aurait jailli au passage des reliques de Saint Romain lors de leur transfert, organisé par le pape Léon IX, au couvent de l'Œlenberg en 1049).
Il s'agit plus probablement, d'après les formes les plus anciennes, d'un toponyme médiéval, basé sur un nom de personne germanique Raino ou Ragino, suivi du suffixe -ing(en), marquant la parentèle et la propriété. Ce type de formation toponymique en -ing(en) a été bien étudié par les toponymistes et est caractéristique de la toponymie des pays de langue germanique, mais aussi de langue romane, puisque ce suffixe romanisé en -ingas ou -ingos y a pris la forme -ange, -ans ou -ens. On retrouve vraisemblablement la même formation toponymique romanisée dans les Vosges sous la forme Relanges [in Rainangis vers 1030, In Rainankis vers 1030 (Ch. de Cluny, IV, 41), In loco qui vocatur Rainangis vers 1030 (Ch. de Cluny, IV, p. 42), Raningas, 1050 (Ch. de Cluny, IV, p. 407)], bien que la solution d'un nom d'homme germanique Rainingus, suivi de la désinence -as, ne soit pas à écarter.
Par contre, si le suffixe présumé gaulois -inum peut être identifié dans de nombreux toponymes comme Barentinum (Barentini 1006) ou Gravinum (Table de Peutinger), il a  abouti régulièrement à la finale -in (Barentinum  > Barentin). Il n'y a, en revanche, par la datation et la nature des attestations médiévales de Reiningue en -ingen, aucune preuve qu'il s'agisse de la réinterprétation du suffixe gaulois -inum antérieur, comme cela a pu arriver ailleurs. En outre, il n'existe pas de gaulois *rino / *reino signifiant « source, cours d'eau », mais un gaulois renos (lire rēnos) signifiant « rivière, fleuve » (« flot, qui coule ») et non pas « source ». De plus, il n'y a aucun élément de comparaison qui permette d'établir que le terme renos ait pu être suivi d'un suffixe -in- ou de tout autre suffixe dans la toponymie.
En revanche, il n'y a aucune ambiguïté sur la nature des formes anciennes des différents toponymes en -ingue d'Alsace : elles sont toutes en -inga pour les plus anciennes, par exemple Hésingue (Hassinga 831) ou Huningue (Huninga 828) et plus tard en -ingen, par exemple Knœringue (Cnoringen 1090) ou Kœtzingue (Kœtzingen 1273). Il s'agit, jusque preuve du contraire, du suffixe germanique -inga > -ingen, francisé graphiquement en -ingue.

## Politique et administration

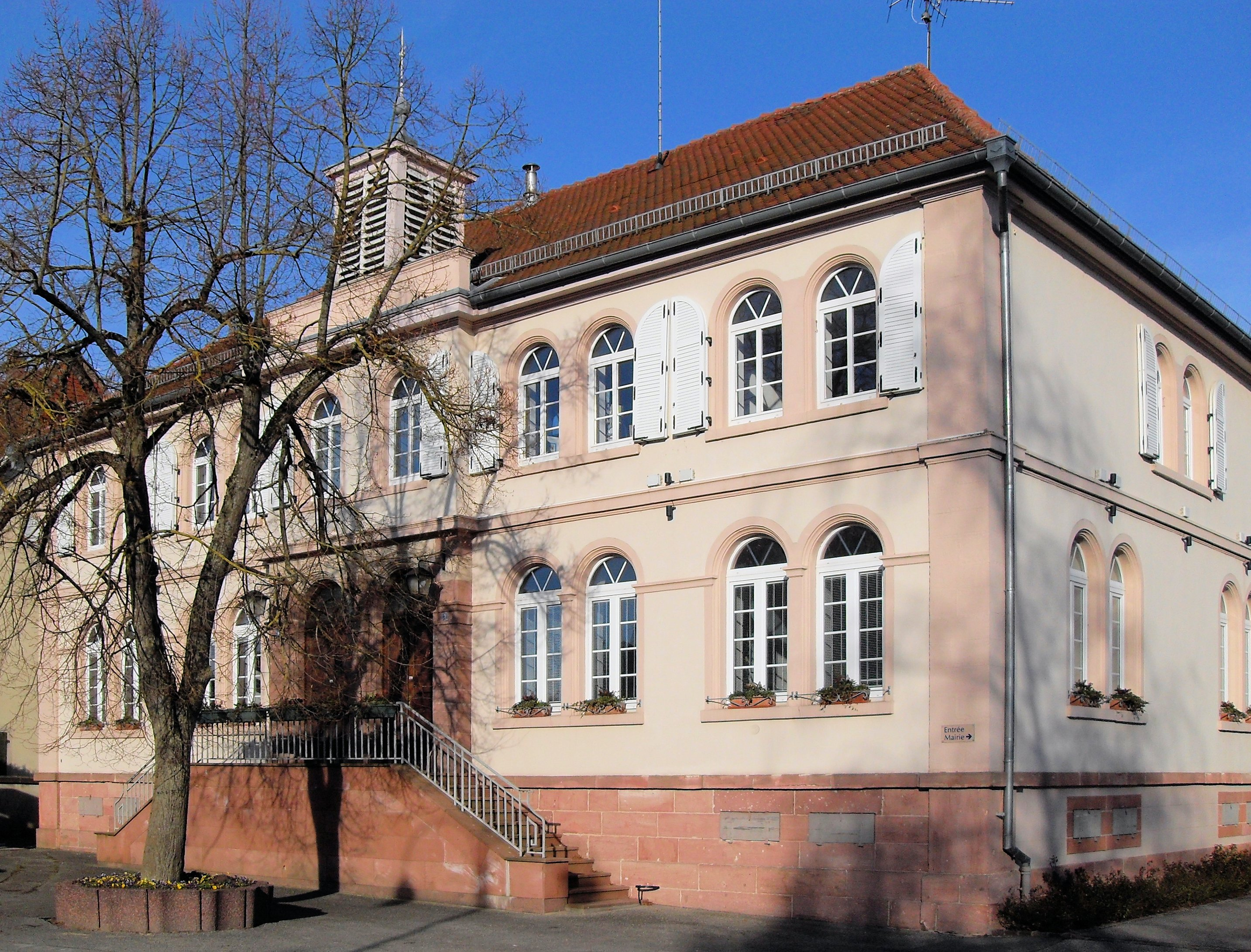
La mairie-école.

| Période                                  | Période                   | Identité                                     | Étiquette | Qualité               |
| ---------------------------------------- | ------------------------- | -------------------------------------------- | --------- | --------------------- |
| Les données manquantes sont à compléter. |                           |                                              |           |                       |
| 1830                                     | 1836                      | Morand Wagner                                |           |                       |
| 1836                                     | 1838                      | Augustin Grieneisen                          |           |                       |
| 1838                                     | 1872                      | Joseph Gerber                                |           |                       |
| 1872                                     | 1876                      | Joseph Sierlen                               |           |                       |
| 1876                                     | 1886                      | Ignace Zurbach                               |           |                       |
| 1886                                     | 1901                      | Ignace Gerber                                |           |                       |
| 1901                                     | 1919                      | Joseph Sirlin                                |           |                       |
| 1919                                     | 1929                      | Jean-Baptiste Wadel                          |           |                       |
| 1929                                     | 1942                      | Georges Muller                               |           |                       |
| 1942                                     | 1945                      | Auguste Meyer                                |           |                       |
| 1945                                     | 1965                      | Georges Muller                               |           |                       |
| 1965                                     | 1974                      | Roger Huber                                  |           |                       |
| 1974                                     | mars 1989                 | Raymond Hermann                              |           |                       |
| mars 1989                                | mars 2001                 | Georges Dietsch                              | RPR       | Maire honoraire       |
| mars 2001                                | En cours (au 26 mai 2020) | Alain Leconte Réélu pour le mandat 2020-2026 | DVG       | Professeur d'espagnol |

### Budget et fiscalité 2015
En 2015, le budget de la commune était constitué ainsi :
- total des produits de fonctionnement : 2 679 000 €, soit 1 383 € par habitant ;
- total des charges de fonctionnement : 1 161 000 €, soit 599 € par habitant ;
- total des ressources d’investissement : 780 000 €, soit 403 € par habitant ;
- total des emplois d’investissement : 1 545 000 €, soit 797 € par habitant.
- endettement : 297 000 €, soit 154 € par habitant.

Avec les taux de fiscalité suivants :
- taxe d’habitation : 8,80 % ;
- taxe foncière sur les propriétés bâties : 10,67 % ;
- taxe foncière sur les propriétés non bâties : 59,02 % ;
- taxe additionnelle à la taxe foncière sur les propriétés non bâties : 0,00 % ;
- cotisation foncière des entreprises : 0,00 %.

## Démographie
L'évolution du nombre d'habitants est connue à travers les recensements de la population effectués dans la commune depuis 1793. Pour les communes de moins de 10 000 habitants, une enquête de recensement portant sur toute la population est réalisée tous les cinq ans, les populations de référence des années intermédiaires étant quant à elles estimées par interpolation ou extrapolation. Pour la commune, le premier recensement exhaustif entrant dans le cadre du nouveau dispositif a été réalisé en 2007.

En 2022, la commune comptait 1 923 habitants, en évolution de −2,53 % par rapport à 2016 (Haut-Rhin : +0,66 %, France hors Mayotte : +2,11 %).
| 1793 | 1800 | 1806 | 1821 | 1831  | 1836  | 1841  | 1846  | 1851  |
| ---- | ---- | ---- | ---- | ----- | ----- | ----- | ----- | ----- |
| 889  | 846  | 990  | 945  | 1 072 | 1 130 | 1 204 | 1 269 | 1 290 |

| 1856  | 1861  | 1866  | 1871  | 1875  | 1880  | 1885  | 1890  | 1895  |
| ----- | ----- | ----- | ----- | ----- | ----- | ----- | ----- | ----- |
| 1 216 | 1 222 | 1 310 | 1 276 | 1 230 | 1 273 | 1 266 | 1 289 | 1 323 |

| 1900  | 1905  | 1910  | 1921  | 1926  | 1931  | 1936  | 1946  | 1954  |
| ----- | ----- | ----- | ----- | ----- | ----- | ----- | ----- | ----- |
| 1 273 | 1 309 | 1 350 | 1 007 | 1 181 | 1 291 | 1 328 | 1 210 | 1 345 |

| 1962  | 1968  | 1975  | 1982  | 1990  | 1999  | 2006  | 2007  | 2012  |
| ----- | ----- | ----- | ----- | ----- | ----- | ----- | ----- | ----- |
| 1 500 | 1 536 | 1 759 | 1 701 | 1 683 | 1 630 | 1 696 | 1 705 | 1 908 |

| 2017  | 2022  | - | - | - | - | - | - | - |
| ----- | ----- | - | - | - | - | - | - | - |
| 1 981 | 1 923 | - | - | - | - | - | - | - |

## Lieux et monuments
- L'abbaye Notre-Dame d'Oelenberg[47],[48], le monastère et son moulin, ensemble construit du XIe au XVIIIe siècle, est classée aux Monuments historiques[49].
- L'église Saint-Romain renferme les reliques du saint placées dans deux châsses du XIe et du XIIe siècle ainsi que le buste de Saint Romain du XIVe siècle. Ces reliques sont exposées dans une vitrine visible du public[50]. L'orgue est de Georges Schwenkedel[51],[52].
- La chapelle de Deckwiller, sur l'emplacement d'un ancien village de ce nom, détruit par un incendie vers 1550. Édifiée en 1931, elle remplace la chapelle commémorative de Saint Romain, détruite pendant la Première Guerre mondiale[53].
- La chapelle de la Mère de Dieu[54].
- Puits de Saint-Romain[55],[56].
- Croix monumentales, calvaires[57],[58],[59],[60].
- Château de Blauenstein[61].
- Plan d'eau[62].
- Le Monument funéraire de Catherine Kos est classé aux Monuments Historiques[4].

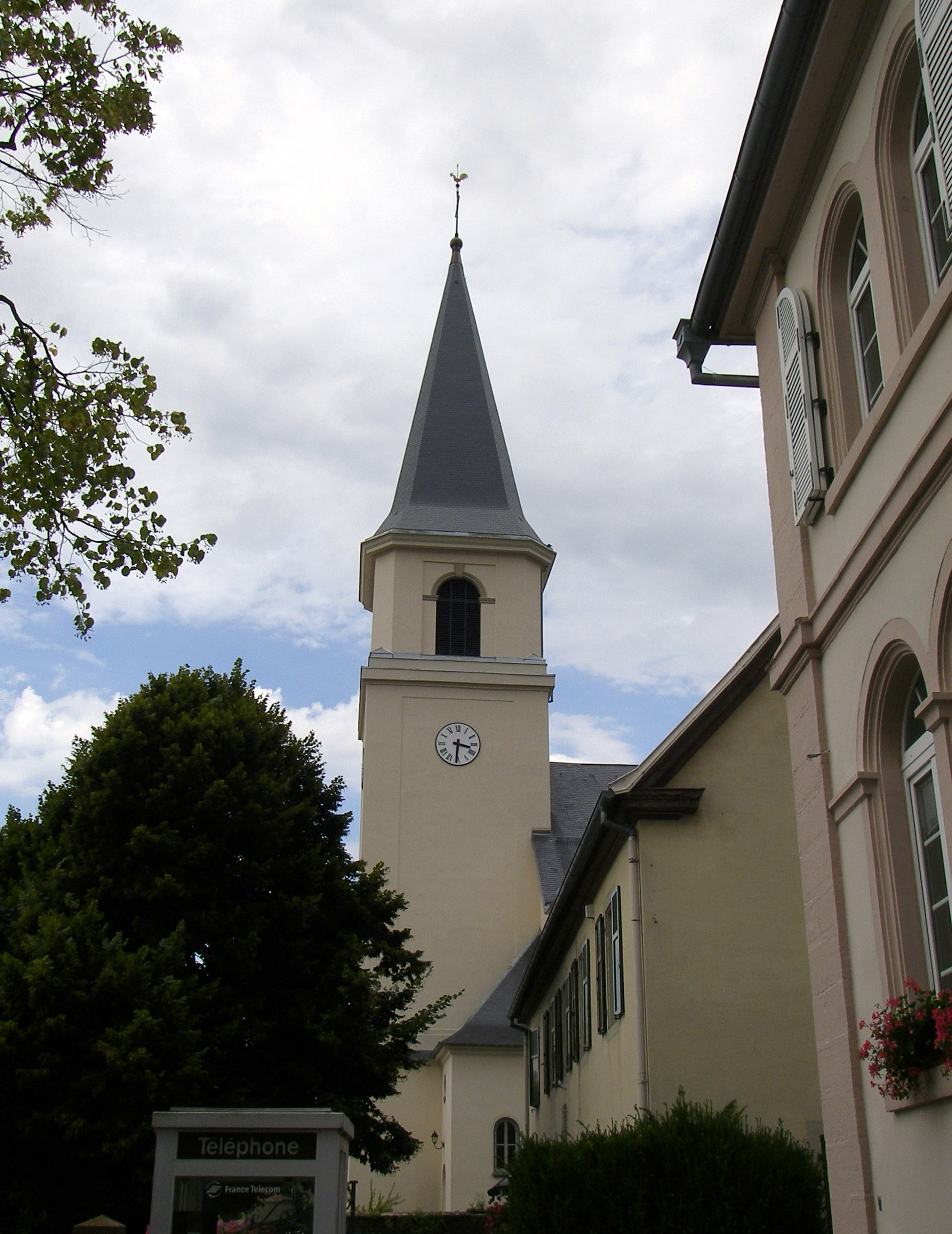
Clocher église Saint-Romain après réfection en 2009.
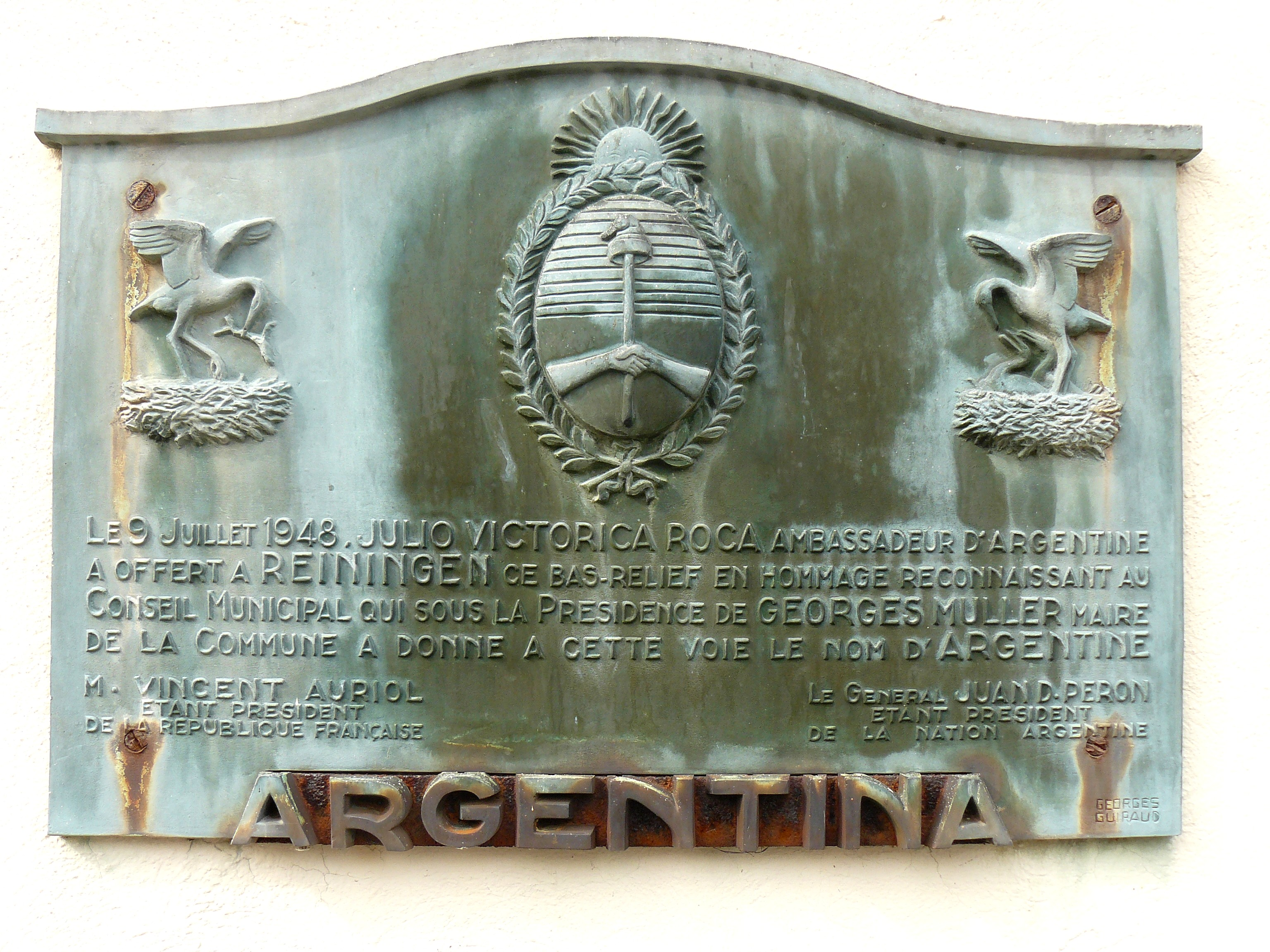
Plaque commémorative (1948).
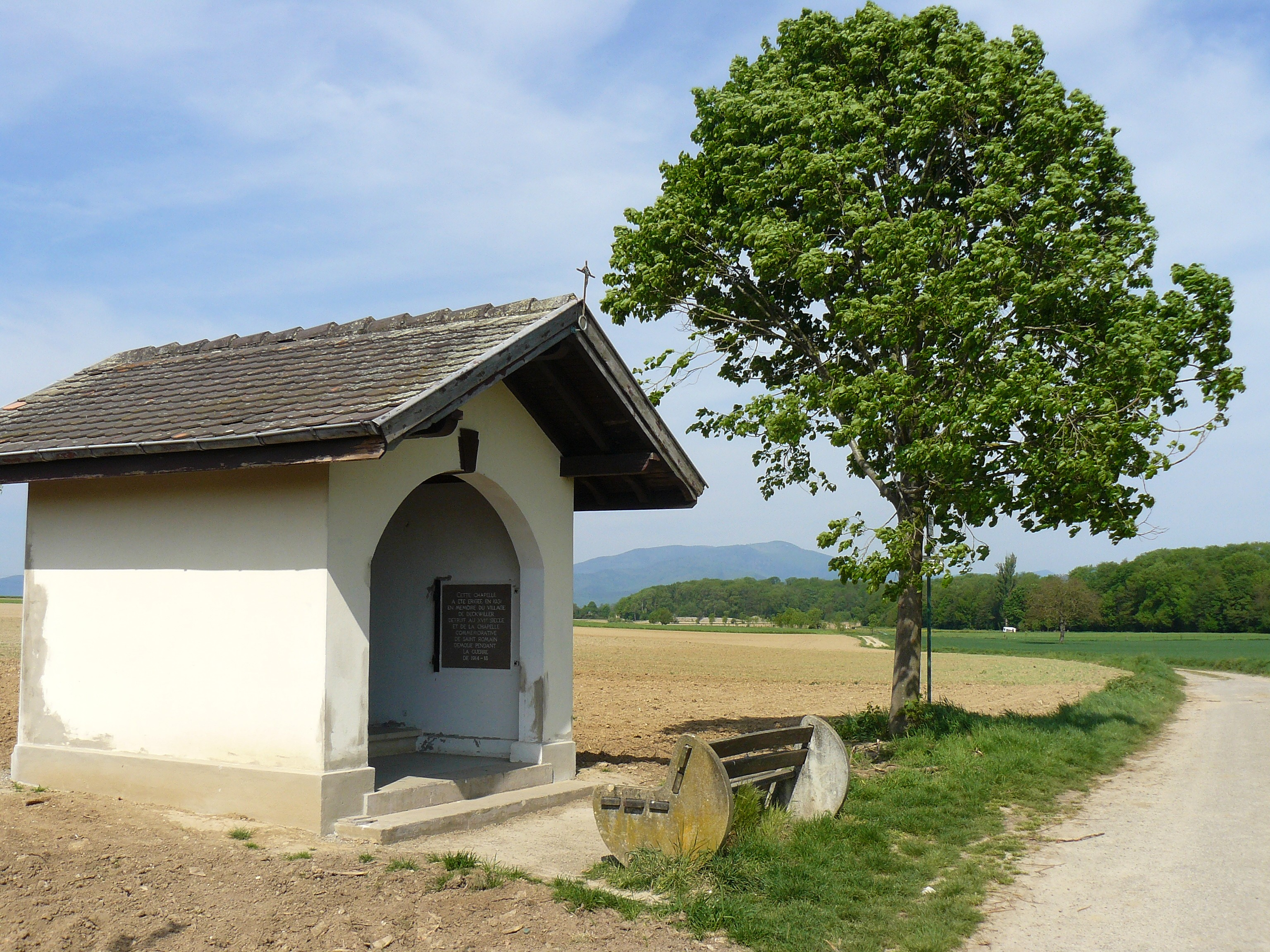
Chapelle (1931) sur l'emplacement de l'ancien village de Deckwiller.
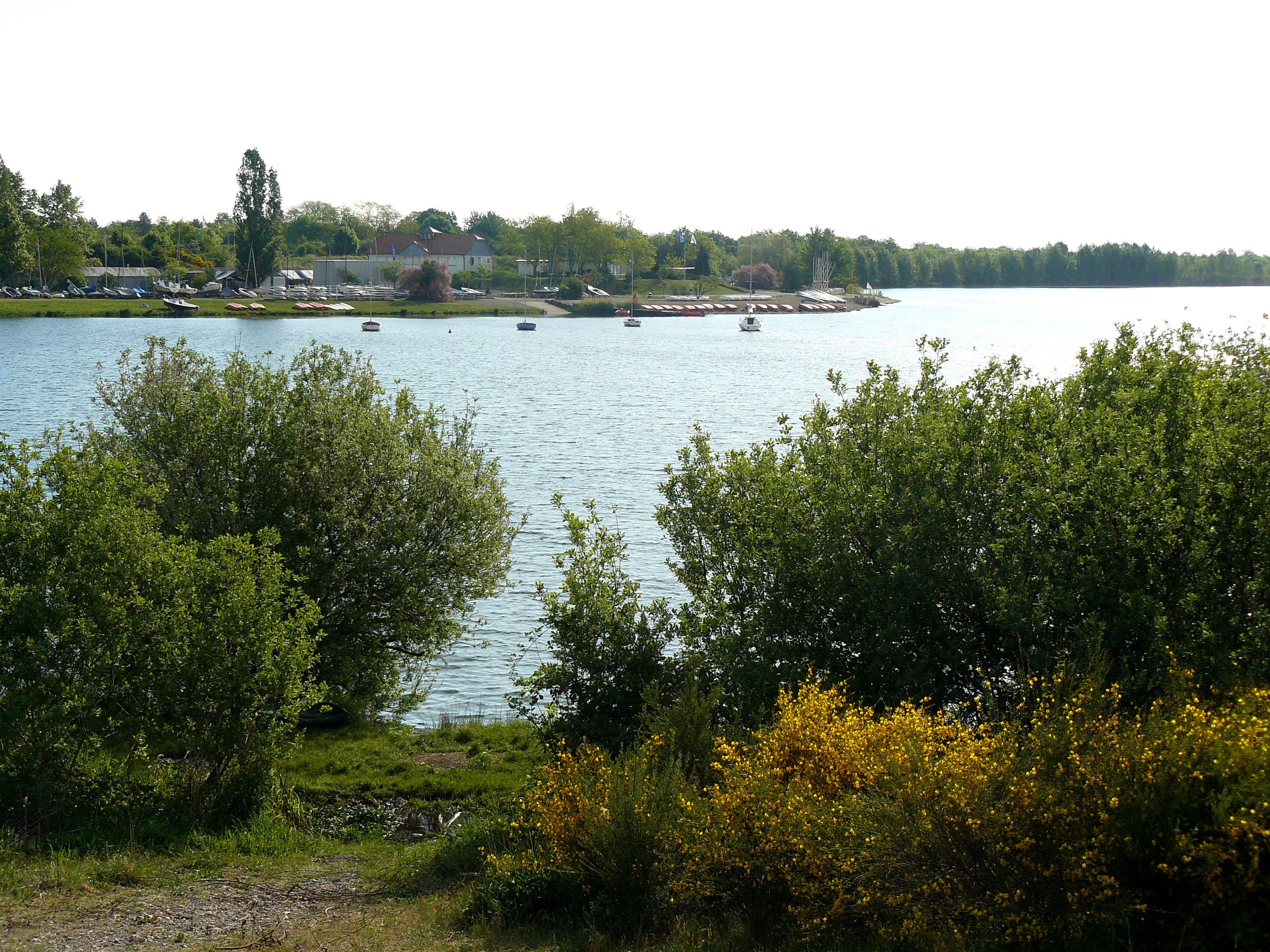
Le plan d'eau.
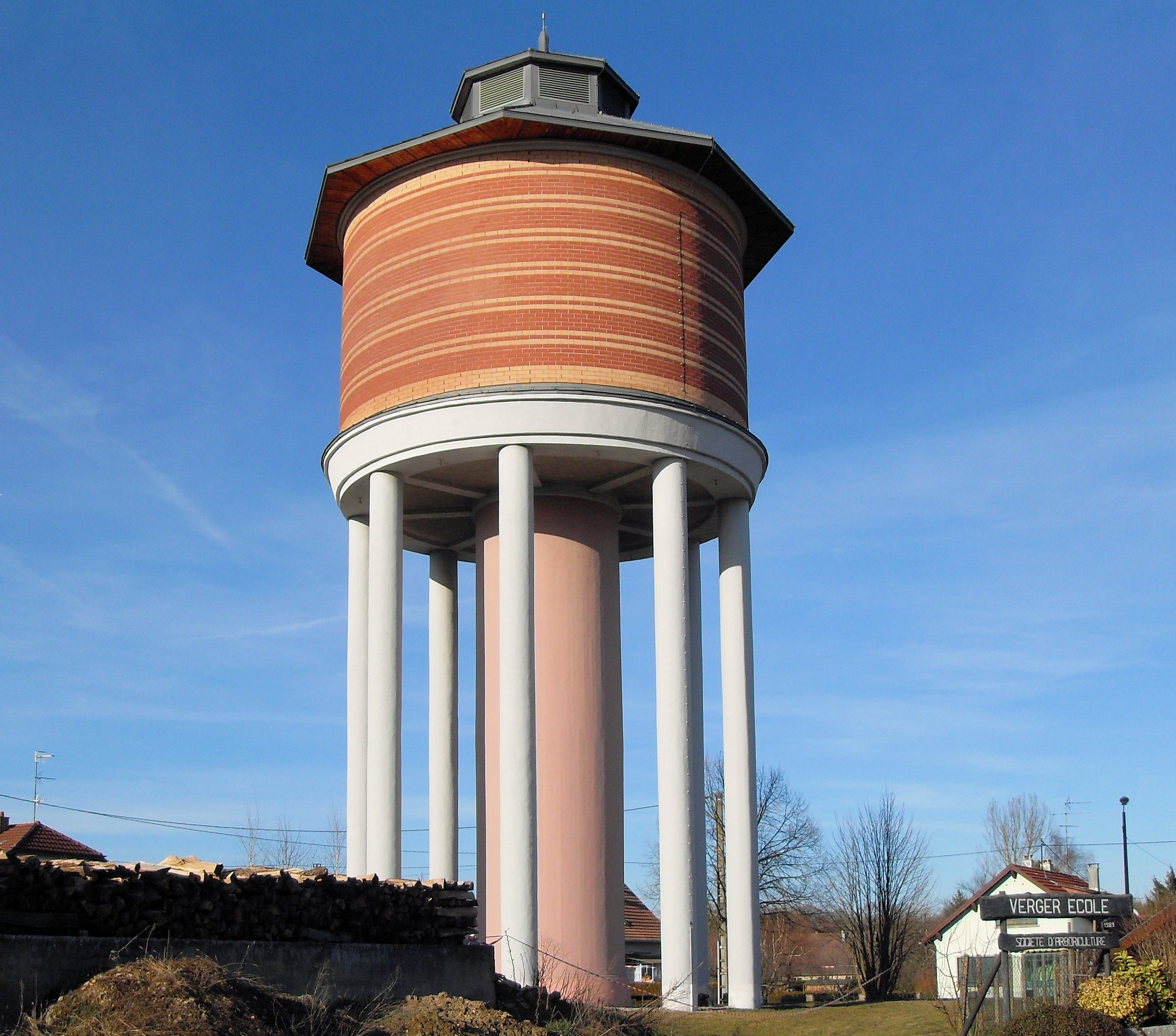
Château d'eau.